# Kondrodit
Kondrodit är det mest vanliga mineralet av humitmineralen. I detta mineral ligger två skikt olivin mellan ett skikt brucit på ömse håll osv. Det kan inte uppstå magmatiskt utan bildas istället metamorft i orena magnesiumförande karbonatstenar.
Kondrodit kan eventuellt förväxlas med spessartin och med grossular. Denna är dock lätt smältbar i motsats till kondroditen.
Vidare finns möjlighet att förväxla kondrodit med flogopit, som förekommer i samma miljö. Den senare har dock mycket hög spaltbarhet.

## Förekomst
Kondrodit förekommer endast i metamorfa kisel- och magnesiumförande karbonatstenar. Mineralet är rätt vanligt i kalkiga skarnmalmer i Bergslagen och i Södermanlands urkalkstenar, där upp till 5 mm stora, helt klara kristaller förekommer.
I Tallgruvan vid Norberg finns stora kvantiteter av en rödbrun kondroditfels, en bergart som till största delen består av kondrodit.